# Die Larry Sanders Show/Episodenliste
Diese Episodenliste enthält alle Episoden der US-amerikanischen Sitcom Die Larry Sanders Show, sortiert nach der US-amerikanischen Erstausstrahlung. Die Fernsehserie umfasst sechs Staffeln mit 90 Episoden.

## Übersicht
| Staffel | Episodenanzahl | Erstausstrahlung USA | Erstausstrahlung USA | Deutschsprachige Erstausstrahlung | Deutschsprachige Erstausstrahlung |
| Staffel | Episodenanzahl | Staffelpremiere      | Staffelfinale        | Staffelpremiere                   | Staffelfinale                     |
| ------- | -------------- | -------------------- | -------------------- | --------------------------------- | --------------------------------- |
| 1       | 13             | 15. August 1992      | 7. November 1992     |                                   |                                   |
| 2       | 18             | 2. Juni 1993         | 29. September 1993   | 20. Mai 1998                      | 17. Juni 1998                     |
| 3       | 17             | 22. Juni 1994        | 12. Oktober 1994     | 18. Juni 1998                     | 10. Juli 1998                     |
| 4       | 17             | 19. Juli 1995        | 22. November 1995    | 11. Juli 1998                     | 30. Dezember 1998                 |
| 5       | 13             | 13. November 1996    | 26. Februar 1997     | 5. August 1998                    | 21. August 1998                   |
| 6       | 12             | 15. März 1998        | 31. Mai 1998         | 5. September 2000                 | 20. September 2000                |

## Staffel 1
| Nr. (ges.) | Nr. (St.) | Deutscher Titel                               | Originaltitel                                         | Erstausstrahlung USA | Deutschsprachige Erstausstrahlung (D) | Regie                                                        | Drehbuch |
| ---------- | --------- | --------------------------------------------- | ----------------------------------------------------- | -------------------- | ------------------------------------- | ------------------------------------------------------------ | -------- |
| 1          | 1         | Was haben Sie in letzter Zeit für mich getan? | What Have You Done For Me Lately? / The Garden Weasel | 15. Aug. 1992        | Ken Kwapis                            | Peter Tolan                                                  |          |
| 2          | 2         | Versprechen                                   | The Promise                                           | 22. Aug. 1992        | Ken Kwapis                            | Joe Toplyn                                                   |          |
| 3          | 3         | Eine Spinnen-Geschichte                       | The Spider Episode                                    | 29. Aug. 1992        | Ken Kwapis                            | Garry Shandling, Rosie Shuster, Paul Simms und Peter Tolan   |          |
| 4          | 4         | Gast-Moderator                                | Guest Host                                            | 5. Sep. 1992         | Todd Holland                          | Garry Shandling und Paul Simms                               |          |
| 5          | 5         | Neue Produzenten kehren gut                   | The New Producer                                      | 12. Sep. 1992        | Todd Holland                          | Dick Blasucci, Paul Simms, Howard Gewirtz und Chris Thompson |          |
| 6          | 6         | Wie war das mit dem Flirt?                    | The Flirt Episode                                     | 19. Sep. 1992        | Ken Kwapis                            | Garry Shandling und Fred Barron                              |          |
| 7          | 7         | Hanks Vertrag                                 | Hank’s Contract                                       | 29. Sep. 1992        | Roy London                            | Paul Simms                                                   |          |
| 8          | 8         | Aus der Schlinge                              | Out Of The Loop                                       | 3. Okt. 1992         | Ken Kwapis                            | Marjorie Gross                                               |          |
| 9          | 9         | Die Geschichte mit der Talk Show              | Talk Show                                             | 10. Okt. 1992        | Todd Holland                          | Maya Forbes                                                  |          |
| 10         | 10        | Party                                         | Party                                                 | 17. Okt. 1992        | Todd Holland                          | Maya Forbes                                                  |          |
| 11         | 11        | Echt gefühlsecht                              | The Warmth Episode                                    | 24. Okt. 1992        | Ken Kwapis                            | Paul Simms                                                   |          |
| 12         | 12        | Die Kehrseite des Ruhms                       | A Brush With The Elbow Of Greatness                   | 31. Okt. 1992        | Ken Kwapis                            | Peter Tolan                                                  |          |
| 13         | 13        | Jetzt geht’s los!                             | Hey Now                                               | 7. Nov. 1992         | Ken Kwapis                            | Garry Shandling und Dennis Klein                             |          |

## Staffel 2
| Nr. (ges.) | Nr. (St.) | Deutscher Titel                  | Originaltitel        | Erstausstrahlung USA | Deutschsprachige Erstausstrahlung (D) | Regie         | Drehbuch                                                  |
| ---------- | --------- | -------------------------------- | -------------------- | -------------------- | ------------------------------------- | ------------- | --------------------------------------------------------- |
| 14         | 1         | Der Zusammenbruch (1)            | The Breakdown (1)    | 2. Juni 1993         | 20. Mai 1998                          | Todd Holland  | Garry Shandling, Chris Thompson und Paul Simms            |
| 15         | 2         | Der Zusammenbruch (2)            | The Breakdown (2)    | 2. Juni 1993         | 21. Mai 1998                          | Roy London    | Maya Forbes                                               |
| 16         | 3         | Die Liste                        | The List             | 9. Juni 1993         | 23. Mai 1998                          | Todd Holland  | Garry Shandling und Paul Simms                            |
| 17         | 4         | Fremde Schatten                  | The Stalker          | 16. Juni 1993        | 26. Mai 1998                          | Todd Holland  | Garry Shandling, Paul Simms, Maya Forbes und Drake Sather |
| 18         | 5         | Larrys Agent                     | Larry’s Agent        | 23. Juni 1993        | 3. Juni 1998                          | Dennis Erdman | John Riggi                                                |
| 19         | 6         | Der Hankerciser 200              | The Hankerciser 200  | 30. Juni 1993        | 29. Mai 1998                          | Todd Holland  | Peter Tolan                                               |
| 20         | 7         | Dreh’ dich nicht um, Larry!      | Life Behind Larry    | 7. Juli 1993         | 4. Juni 1998                          | Todd Holland  | Peter Tolan                                               |
| 21         | 8         | Artie ist weg                    | Artie’s Gone         | 14. Juli 1993        | 28. Mai 1998                          | Todd Holland  | Paul Simms                                                |
| 22         | 9         | Larry verliert das Interesse     | Larry Loses Interest | 21. Juli 1993        | 27. Mai 1998                          | Todd Holland  | Judd Apatow                                               |
| 23         | 10        | Larrys Partner                   | Larry’s Partner      | 28. Juli 1993        | 5. Juni 1998                          | Todd Holland  | Drake Sather                                              |
| 24         | 11        | Schaut – Nackte Haut!            | Broadcast Nudes      | 4. Aug. 1993         | 30. Mai 1998                          | Todd Holland  | Molly Newman                                              |
| 25         | 12        | Larrys Geburtstag                | Larry’s Birthday     | 11. Aug. 1993        | 6. Juni 1998                          | Todd Holland  | Maya Forbes                                               |
| 26         | 13        | Anwesend!                        | Being There          | 18. Aug. 1993        | 9. Juni 1998                          | Ken Kwapis    | Emily Marshall                                            |
| 27         | 14        | Der Künstler, der sich darstellt | Performance Artist   | 25. Aug. 1993        | 11. Juni 1998                         | Ken Kwapis    | Chris Thompson, John Riggi und Drake Sather               |
| 28         | 15        | Hanks Hochzeit                   | Hank’s Wedding       | 8. Sep. 1993         | 10. Juni 1998                         | Ken Kwapis    | Molly Newman, Judd Apatow und Maya Forbes                 |
| 29         | 16        | Nicht vor der Linse              | Off Camera           | 15. Sep. 1993        | 13. Juni 1998                         | Ken Kwapis    | Peter Tolan                                               |
| 30         | 17        | Pauken und Trompeten             | The Grand Opening    | 22. Sep. 1993        | 16. Juni 1998                         | Paul Flaherty | Paul Simms                                                |
| 31         | 18        | New York oder Los Angeles?       | L.A. Or N.Y.?        | 29. Sep. 1993        | 17. Juni 1998                         | Todd Holland  | Garry Shandling, Peter Tolan und Paul Simms               |

## Staffel 3
| Nr. (ges.) | Nr. (St.) | Deutscher Titel                             | Originaltitel             | Erstausstrahlung USA | Deutschsprachige Erstausstrahlung (D) | Regie           | Drehbuch                                      |
| ---------- | --------- | ------------------------------------------- | ------------------------- | -------------------- | ------------------------------------- | --------------- | --------------------------------------------- |
| 32         | 1         | Montana                                     | Montana                   | 22. Juni 1994        | 19. Juni 1998                         | Todd Holland    | Garry Shandling, Peter Tolan und Paul Simms   |
| 33         | 2         | In froher Erwartung                         | You’re Having My Baby     | 29. Juni 1994        | 20. Juni 1998                         | Todd Holland    | Mike Martineau                                |
| 34         | 3         | Tust du mir bitte einen Gefallen?           | Would You Do Me A Favor   | 6. Juli 1994         | 23. Juni 1998                         | Todd Holland    | Maya Forbes                                   |
| 35         | 4         | Geschenkt ist nicht zu teuer                | The Gift Episode          | 13. Juli 1994        | 18. Juni 1998                         | Todd Holland    | Garry Shandling und Paul Simms                |
| 36         | 5         | Im Namen des Volkes                         | People’s Choice           | 20. Juli 1994        | 26. Juni 1998                         | Michael Lehmann | Molly Newman, Garry Shandling und Paul Simms  |
| 37         | 6         | Eine Nacht unter der Sonne                  | Hanks Night In The Sun    | 27. Juli 1994        | 30. Juni 1998                         | Todd Holland    | Peter Tolan                                   |
| 38         | 7         | Liebe im Büro                               | Office Romance            | 3. Aug. 1994         | 1. Juli 1998                          | Alan Myerson    | Maya Forbes                                   |
| 39         | 8         | Sharon Stone, ohne Eispickel und zu Besuch! | The Mr. Sharon Stone Show | 10. Aug. 1994        | 27. Juni 1998                         | Todd Holland    | Garry Shandling und Peter Tolan               |
| 40         | 9         | Phil                                        | Headwriter                | 17. Aug. 1994        | 25. Juni 1998                         | Todd Holland    | Drake Sather                                  |
| 41         | 10        | Kein Geschäft, das ich kenne...             | Like No Business I Know   | 24. Aug. 1994        | 2. Juli 1998                          | Todd Holland    | Mike Martineau und Peter Tolan                |
| 42         | 11        | Der Freund, der einmal war                  | Larry Loses A Friend      | 31. Aug. 1994        | 3. Juli 1998                          | Todd Holland    | John Riggi                                    |
| 43         | 12        | Ehrlich währt, solang man nichts bemerkt    | Doubt Of A Benefit        | 7. Sep. 1994         | 4. Juli 1998                          | Todd Holland    | Drake Sather, Garry Shandling und Peter Tolan |
| 44         | 13        | Hanks Scheidung                             | Hank’s Divorce            | 14. Sep. 1994        | 7. Juli 1998                          | Todd Holland    | Paul Simms                                    |
| 45         | 14        | Im vierzehnten Stock                        | Fourteenth Floor          | 21. Sep. 1994        | 24. Juni 1998                         | Todd Holland    | Maya Forbes                                   |
| 46         | 15        | Nächster Halt: Zu tief                      | Next Stop Bottom          | 28. Sep. 1994        | 10. Juli 1998                         | Todd Holland    | Judd Apatow                                   |
| 47         | 16        | Arthur kriegt eine Krise                    | Arthur’s Crisis           | 5. Okt. 1994         | 8. Juli 1998                          | Alan Myerson    | John Riggi                                    |
| 48         | 17        | Ende der Saison                             | End Of The Season         | 12. Okt. 1994        | 9. Juli 1998                          | Todd Holland    | Maya Forbes und Paul Simms                    |

## Staffel 4
| Nr. (ges.) | Nr. (St.) | Deutscher Titel                    | Originaltitel                       | Erstausstrahlung USA | Deutschsprachige Erstausstrahlung (D) | Regie           | Drehbuch                          |
| ---------- | --------- | ---------------------------------- | ----------------------------------- | -------------------- | ------------------------------------- | --------------- | --------------------------------- |
| 49         | 1         | Roseannes Rückkehr                 | Roseanne’s Return                   | 19. Juli 1995        | 11. Juli 1998                         | Todd Holland    | Maya Forbes und Steve Levitan     |
| 50         | 2         | Hanks neue Hilfe                   | Hank’s New Assistant                | 26. Juli 1995        | 14. Juli 1998                         | Todd Holland    | John Riggi                        |
| 51         | 3         | Arthur für gewisse Stunden         | Arthur After Hours                  | 2. Aug. 1995         | 17. Juli 1998                         | Todd Holland    | Peter Tolan                       |
| 52         | 4         | Bumms!                             | The Bump                            | 9. Aug. 1995         | 16. Juli 1998                         | Todd Holland    | Judd Apatow und Garry Shandling   |
| 53         | 5         | Jeannie ist da!                    | Jeannie’s Visit                     | 16. Aug. 1995        | 18. Juli 1998                         | Todd Holland    | Jon Vitti                         |
| 54         | 6         | Der Stachel im Fleisch             | The P.A.                            | 23. Aug. 1995        | 21. Juli 1998                         | Alan Myerson    | Maya Forbes                       |
| 55         | 7         | Sex, Hank und das „On Tape“        | Hank’s Sex Tape                     | 30. Aug. 1995        | 15. Juli 1998                         | Todd Holland    | Jon Vitti                         |
| 56         | 8         | Nimms nicht persönlich!            | Nothing Personal                    | 13. Sep. 1995        | 23. Juli 1998                         | Todd Holland    | Steve Levitan und Garry Shandling |
| 57         | 9         | Haste mal ’ne Million, Bruder?     | Brother, Can You Spare 1,2 Million? | 20. Sep. 1995        | 24. Juli 1998                         | Todd Holland    | Peter Tolan                       |
| 58         | 10        | Gewissenskonflikt                  | Conflict Of Interest                | 27. Sep. 1995        | 25. Juli 1998                         | Todd Holland    | Judd Apatow und Maya Forbes       |
| 59         | 11        | Ich war eine jugendliche Lesbierin | I Was A Teenage Lesbian             | 11. Okt. 1995        | 28. Juli 1998                         | Michael Lehmann | Peter Tolan                       |
| 60         | 12        | Larrys Sitcom                      | Larry’s Sitcom                      | 18. Okt. 1995        | 29. Juli 1998                         | Todd Holland    | Mark LaVine und Eddie Ring        |
| 61         | 13        | Ein Licht geht auf                 | Larry’s Big Idea                    | 25. Okt. 1995        | 22. Juli 1998                         | Todd Holland    | Lester Lewis                      |
| 62         | 14        | Der Requisiteur                    | Beverly And The Prop Job            | 1. Nov. 1995         | 30. Dez. 1998                         | Todd Holland    | Maya Forbes und Garry Shandling   |
| 63         | 15        | Dritter Frühling                   | 0.409                               | 8. Nov. 1995         | 31. Juli 1998                         | Todd Holland    | Peter Tolan                       |
| 64         | 16        | Acht                               | Eight                               | 15. Nov. 1995        | 4. Aug. 1998                          | Todd Holland    | Peter Tolan                       |
| 65         | 17        | Larry macht Ferien                 | Larry’s On Vacation                 | 22. Nov. 1995        | 1. Aug. 1998                          | Todd Holland    | Maya Forbes und John Riggi        |

## Staffel 5
| Nr. (ges.) | Nr. (St.) | Deutscher Titel                        | Originaltitel                          | Erstausstrahlung USA | Deutschsprachige Erstausstrahlung (D) | Regie           | Drehbuch                                     |
| ---------- | --------- | -------------------------------------- | -------------------------------------- | -------------------- | ------------------------------------- | --------------- | -------------------------------------------- |
| 66         | 1         | Jeder liebt Larry                      | Everybody Loves Larry                  | 13. Nov. 1996        | 5. Aug. 1998                          | Todd Holland    | Jon Vitti                                    |
| 67         | 2         | Gestatten, Asher Kingsley              | My Name Is Asher Kingsley              | 20. Nov. 1996        | 6. Aug. 1998                          | Todd Holland    | Peter Tolan                                  |
| 68         | 3         | Wo ist bloß die Liebe?                 | Where Is The Love?                     | 27. Nov. 1996        | 7. Aug. 1998                          | Todd Holland    | Garry Shandling und John Marcus              |
| 69         | 4         | Ellen, wenn ich mich nicht täusche?    | Ellen, Or Isn’t She?                   | 11. Dez. 1996        | 8. Aug. 1998                          | Alan Myerson    | Garry Shandling, Judd Apatow und John Markus |
| 70         | 5         | Der neue Autor                         | The New Writer                         | 18. Dez. 1996        | 11. Aug. 1998                         | Michael Lehmann | Becky Hartman Edwards und Garry Shandling    |
| 71         | 6         | Jeder Topf braucht seinen Deckel       | The Matchmaker                         | 8. Jan. 1997         | 12. Aug. 1998                         | Todd Holland    | John Riggi                                   |
| 72         | 7         | Du hast einen Wunsch frei...           | Make A Wish                            | 15. Jan. 1997        | 13. Aug. 1998                         | Michael Lehmann | Jon Vitti                                    |
| 73         | 8         | Arthur und Angie und Hank und Hercules | Arthur And Angie And Hank And Hercules | 22. Jan. 1997        | 14. Aug. 1998                         | John Riggi      | Peter Tolan                                  |
| 74         | 9         | Reingelegt!                            | The Prank                              | 29. Jan. 1997        | 15. Aug. 1998                         | Michael Lange   | Carol Leifer und Lester Lewis                |
| 75         | 10        | Der Blick in die Vergangenheit         | The Book                               | 5. Feb. 1997         | 18. Aug. 1998                         | Alan Myerson    | Maya Forbes                                  |
| 76         | 11        | Es tut nur weh, wenn ich lache...      | Pain Equals Funny                      | 12. Feb. 1997        | 19. Aug. 1998                         | Todd Holland    | Jeff Cesario                                 |
| 77         | 12        | Festakt für Larry                      | The Roast                              | 19. Feb. 1997        | 20. Aug. 1998                         | Alan Myerson    | Garry Shandling und Adam Resnick             |
| 78         | 13        | Liebe sucht Larry                      | Larry’s New Love                       | 26. Feb. 1997        | 21. Aug. 1998                         | Todd Holland    | John Riggi                                   |

## Staffel 6
| Nr. (ges.) | Nr. (St.) | Deutscher Titel              | Originaltitel                        | Erstausstrahlung USA | Deutschsprachige Erstausstrahlung (D) | Regie           | Drehbuch                                  |
| ---------- | --------- | ---------------------------- | ------------------------------------ | -------------------- | ------------------------------------- | --------------- | ----------------------------------------- |
| 79         | 1         | Hanks Doppelgänger           | Another List                         | 15. März 1998        | 5. Sep. 2000                          | Thomas Schlamme | Garry Shandling und Adam Resnick          |
| 80         | 2         | Der Anfang vom Ende          | The Beginning Of The End             | 22. März 1998        | 6. Sep. 2000                          | David Mirkin    | Peter Tolan und Garry Shandling           |
| 81         | 3         | Ein Königreich für einen Job | As My Career Lay Dying               | 29. März 1998        | 7. Sep. 2000                          | Garry Shandling | Peter Tolan                               |
| 82         | 4         | Lügen haben kurze Beine      | Pilots And Pens Lost                 | 5. Apr. 1998         | 8. Sep. 2000                          | Alan Myerson    | Peter Toan                                |
| 83         | 5         | Das Interview                | The Interview                        | 12. Apr. 1998        | 9. Sep. 2000                          | Todd Holland    | Kell Cahoon und Tom Saunders              |
| 84         | 6         | Larry ist der Beste          | Adolf Hankler                        | 19. Apr. 1998        | 12. Sep. 2000                         | Garry Shandling | Alex Gregory und Peter Huyck              |
| 85         | 7         | Beverlys Geheimnis           | Beverly’s Secret                     | 26. Apr. 1998        | 13. Sep. 2000                         | Michael Lehmann | Peter Tolan und Garry Shandling           |
| 86         | 8         | Tod eines Texttafelhalters   | I Buried Sid                         | 3. Mai 1998          | 14. Sep. 2000                         | Garry Shandling | Judd Apatow und Adam Resnick              |
| 87         | 9         | Hör auf dein Gefühl          | Just The Perfect Blendship           | 10. Mai 1998         | 15. Sep. 2000                         | Melanie Mayron  | Peter Tolan, Kell Cahoon und Tom Saunders |
| 88         | 10        | Eine Show voller Narren      | Putting The ‘gay’ Back In Litigation | 17. Mai 1998         | 15. Sep. 2000                         | Judd Apatow     | Richard Day, Alex Gregory und Peter Huyck |
| 89         | 11        | Das Finale (1)               | Flip (1)                             | 31. Mai 1998         | 19. Sep. 2000                         | Todd Holland    | Peter Tolan und Garry Shandling           |
| 90         | 12        | Das Finale (2)               | Flip (2)                             | 31. Mai 1998         | 20. Sep. 2000                         | Todd Holland    | Peter Tolan und Garry Shandling           |